# Mouna Chebbah
Mouna Chebbah (arabe : منى شباح), née le 8 juillet 1982 à Mahdia, est une handballeuse internationale tunisienne.

## Carrière
Mouna Chebbah commence son parcours de joueuse dans le club de la ville qui l'a vu grandir, l'Association sportive féminine de Mahdia. Elle intègre ensuite les rangs de l'Association sportive Ennour de l'Ariana. Elle connaît rapidement ses premières sélections en équipe nationale tunisienne et les clubs français commencent à la suivre de près.
En janvier 2004, c'est l'Angoulême SC qui parvient à la recruter et à la conserver pour la saison 2004/2005.
En 2005, elle est recrutée par l'ES Besançon, l'un des clubs phares du championnat de France. Elle y fait des débuts prometteurs mais se blesse sérieusement à la clavicule et reste éloignée des terrains pendant de longues semaines, avant de se rétablir à temps pour le championnat d'Afrique des nations 2006 qui a lieu en Tunisie. Son équipe se hisse jusqu'en finale mais les Tunisiennes sont dominées par l'Angola, tenante du titre depuis 1998 et grande favorite de la compétition. Malgré un rendement correct avec sa sélection, Mouna Chebbah peine à convaincre le staff de Besançon. Si elle perd sa place de titulaire, elle est alignée pour disputer un match face au Metz Handball qui est alors premier du championnat tandis que son club pointe à la sixième place ; elle y marque à treize reprises sur seize tentatives. Daniel Costantini, qui commente la rencontre sur Sport+, souligne sa prestation et la compare à Jackson Richardson. À la fin de la saison, elle est récompensée du titre de meilleure arrière gauche du championnat de France.
Cette saison va avoir un effet immédiat sur sa carrière, les plus grands clubs européens s'intéressant à elle et les contacts affluant d'Allemagne, d'Espagne, de Norvège et du Danemark ; ce dernier championnat étant réputé pour être le plus relevé au monde.
En 2008, après une quatrième place au championnat d'Afrique des nations avec la Tunisie, elle rejoint l'équipe danoise de la Team Esbjerg. Dès sa première saison, elle est élue meilleure joueuse du championnat et fait les beaux jours du club durant deux saisons, avant de rejoindre le club rival du Viborg HK en 2010. Chebbah continue de briller avec la Tunisie en conduisant sa sélection à la seconde place du championnat d'Afrique des nations derrière l'Angola. Elle y est désignée meilleure demi-centre et meilleure joueuse du tournoi.
Avec le Viborg HK, elle termine troisième puis deuxième du championnat du Danemark puis s'envole pour le Maroc avec sa sélection afin d'y disputer le championnat d'Afrique des nations 2012. L'histoire se répète, avec une défaite en finale contre l'Angola, Mouna Chebbah se voyant désignée meilleure joueuse du tournoi.
La saison 2013-2014, quasi parfaite, voit son club du Viborg HK remporter la coupe du Danemark face au FC Midtjylland (26-21) puis la coupe d'Europe des vainqueurs de coupe face aux Russes du Zvezda Zvenigorod et le championnat toujours contre le FC Midtjylland sur le score global de 47-46 (23-25, 24-21). Elle remporte également, avec l'équipe nationale tunisienne, le championnat d'Afrique des nations 2014.
Mouna Chebbah quitte alors Viborg pour rejoindre le HBC Nîmes. À Nîmes, elle réalise de très bonnes performances qui lui valent d'être élue meilleure joueuse du championnat pour la saison 2014-2015. Elle dispute également la finale de la coupe de France en 2015, perdue aux tirs au but face au Metz Handball. Après le dépôt de bilan du HBC Nîmes au printemps 2016, à l'issue de la saison régulière, elle s'engage avec Chambray, nouveau promu en 1re division pour la saison 2016-2017. Elle y retrouve ses anciennes partenaires nîmoises, Blandine Dancette et Camille Asperges.
En 2019, elle signe un contrat d'une saison plus une autre en option au Bouillargues Handball Nîmes Métropole qui vient d'obtenir son maintien en D2. Au mois de mai 2021, ne voulant pas finir devant « des tribunes vides », elle signe pour une troisième année avec Bouillargues.
En 2022, elle s'engage avec le Kastamonu Belediyesi GSK, club champion de Turquie, après avoir annoncé la fin de sa carrière,, puis rejoint en 2024 la section féminine de l'USAM Nîmes Gard qui évolue en Nationale 1.

## Palmarès

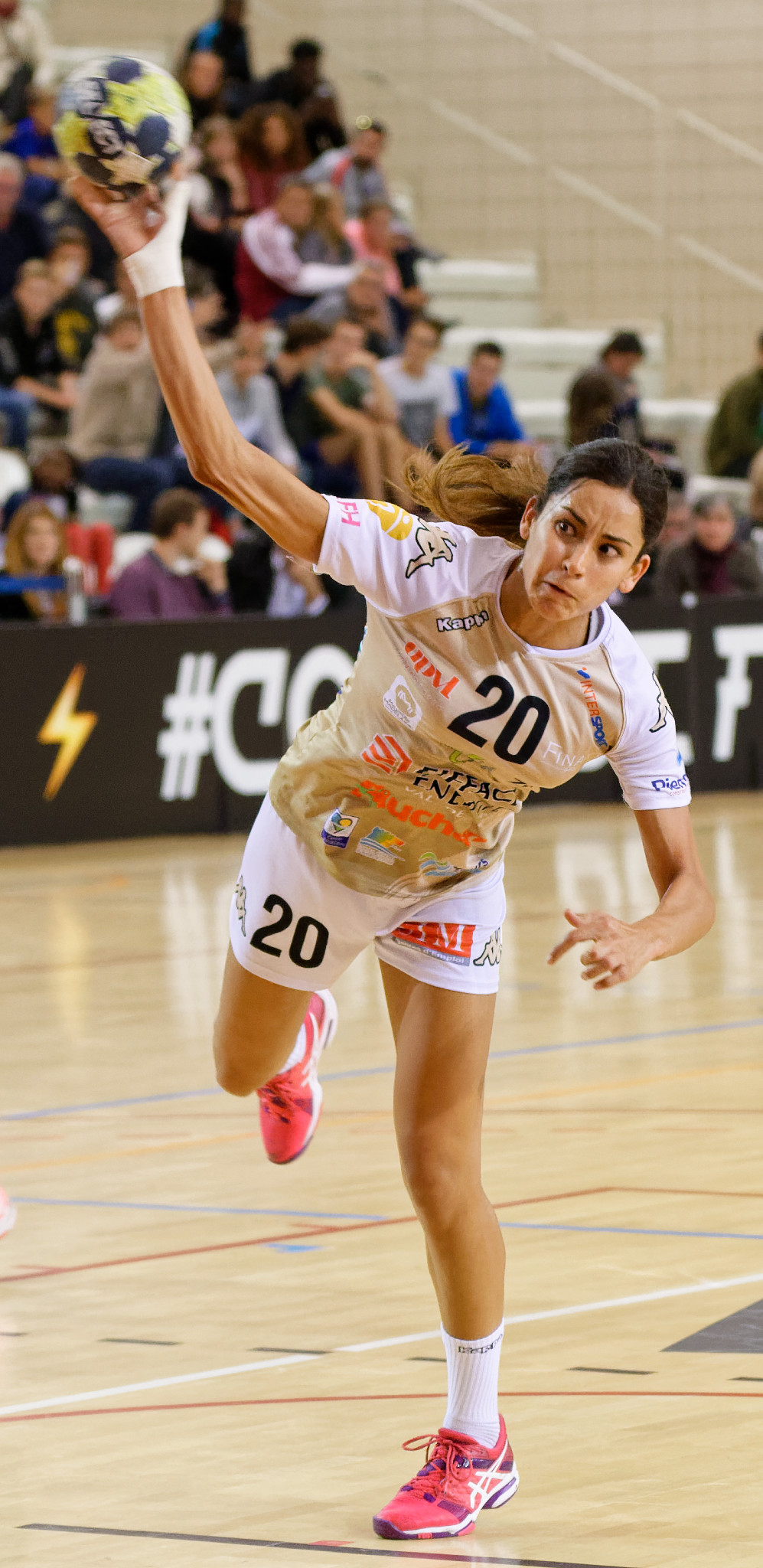
Mouna Chebbah en 2017.

### Clubs
Compétitions internationales
- vainqueur de la coupe des vainqueurs de coupe en 2014 (avec Viborg HK)
- finaliste de la coupe des vainqueurs de coupe en 2012 (avec Viborg HK)

Compétitions nationales
- championne de Tunisie en 2003 (avec AS Ennour Ariana)
- vainqueur de la coupe de Tunisie en 2003 (avec AS Ennour Ariana)
- championne du Danemark en 2014 (avec Viborg HK)
- vice-championne du Danemark en 2012 (avec Viborg HK)
- vainqueur de la coupe du Danemark en 2011, 2013 et 2014 (avec Viborg HK)
- vainqueur de la Supercoupe du Danemark en 2011 (avec Viborg HK)
- finaliste de la Supercoupe du Danemark en 2012 (avec Viborg HK)
- finaliste de la coupe de France en 2015 (avec HBC Nîmes)
- vainqueur de la Supercoupe de Turquie en 2022 (avec Kastamonu Belediyesi GSK)
- vainqueur du championnat de Turquie en 2023 (avec Kastamonu Belediyesi GSK)

### Sélection nationale
Championnats du monde
- 19e au championnat du monde 2001 ( Italie)[13]
- 18e au championnat du monde 2003 ( Croatie)[14]
- 15e au championnat du monde 2007 ( France)
- 14e au championnat du monde 2009 ( Chine)
- 18e au championnat du monde 2011 ( Brésil)
- 17e au championnat du monde 2013 ( Serbie)
- 24e au championnat du monde 2017 ( Allemagne)

Championnats d'Afrique
- Médaille d'argent au championnat d'Afrique 2006 ( Tunisie)
- 4e au championnat d'Afrique 2008 ( Angola)
- Médaille d'argent au championnat d'Afrique 2010 ( Égypte)
- Médaille d'argent au championnat d'Afrique 2012 ( Maroc)
- Médaille d'or au championnat d'Afrique 2014 ( Algérie)

### Distinctions individuelles
- élue meilleure marqueuse du championnat du monde junior 2001
- élue meilleure arrière gauche du championnat de France 2007-2008[2]
- élue meilleure joueuse du championnat de France en 2015[15]
- élue meilleure demi-centre du championnat de France en 2015
- meilleure marqueuse du championnat de France en 2015 (180 buts), 2017 (148 buts)
- élue joueuse du mois du championnat de France en septembre 2014[16], novembre 2015[17] et janvier 2017[18]
- élue meilleure demi-centre du championnat du Danemark en 2010[19]
- élue meilleure demi-centre du championnat d'Afrique 2010  et 2012
- élue meilleure joueuse du championnat d'Afrique des nations en 2010, 2012 et 2014
- meilleure sportive tunisienne de l'année en 2014[20]
- meilleure sportive de l'année 2014 et 2017 selon le Comité national olympique tunisien
- meilleure sportive arabe de l'année 2014 selon l'Union arabe des journalistes sportifs[21]
- chevalier de l'Ordre de la République tunisienne en 2015